# Canal da Goiaba
Canal da Goiaba är en kanal i Brasilien. Den ligger i delstaten Rio de Janeiro, i den sydöstra delen av landet, 900 km sydost om huvudstaden Brasília.